# Кикнадзе, Григорий Семёнович
Григорий Семёнович Кикнадзе (14.02.1897 — 24.03.1978) — начальник Закавказской железной дороги.

## Биография
Родился 14 февраля 1897 года в селении Чхери Шоропанского уезда Кутаисской губернии, Грузия в крестьянской семье. Грузин. Окончил сельскую школу в селе Харагули. Когда семье переехала в долину, продолжил учёбу в Тифлисском шестиклассном железнодорожном училище. В 9 лет остался без отца. На него, как старшего, выпала тяжёлая доля кормить осиротевшую семью. С помощью дальних родственников удалось окончить железнодорожное училище и сразу поступить на работу.
С 1912 года подросток, а потом и юноша работал на железной дороге: конторщиком, телеграфистом, а позднее дежурным на дальних станциях и небольших разъездах в Закавказье. При наступлении турок на Армению бежал в Тифлис, где был мобилизован в армию. Армейская служба была не долгой, юноша был забракован по зрению. Демобилизовавшись, устроился делопроизводителем в Управление Грузинской железной дороги, а по вечерам упорно учился на общеобразовательных курсах. Позже был ревизором-инструктором, начальником части, инспектором управления дороги. Заочно окончил в Тифлисский политехнический институт, а также курсы инженеров путей сообщения при Ленинградском институте инженеров путей сообщения.
В ноябре 1933 года Кикнадзе был назначен начальником станции Батум. Новый начальник грамотно организовал учёт и контроль передвижения цистерн с топливом, разработал и осуществил систему чёткого учёта выполнения показателей каждой сменой, организовал соревнование между ними. Постоянное внимание уделялось подбору и расстановке кадров в рабочих сменах. Зимой 1934 года в результате внедрения метода Кикнадзе значительно повысилась производительность труда, и станция Батум была признана одной из лучших на сети дорог. Сюда стали приезжать делегации с Закавказской, Турксиба и других железных дорог, чтобы перенимать опыт её работы. Опыт его работы пропагандировался в газетах.
Через год новатор был назначен начальником Тифлисского отделения службы эксплуатации. Через три месяца это отделение с последнего места на дороге вышло на первое. В апреле 1936 года Г. С. Кикнадзе был награждён орденом Ленина. Вскоре его назначили начальником грузовой службы магистрали, затем дорожным ревизором по безопасности движения поездов, а в августе 1937 года заместителем начальника дороги.
В апреле 1939 года, после назначения Б. Н. Арутюнова заместителем наркома, Кикнадзе возглавил Закавказскую магистраль и впоследствии успешно руководил ею в течение 15 лет.
С начала Великой Отечественной войны Кикнадзе — Уполномоченный НКПС по Закавказскому фронту и член Военного совета фронта. Годы суровых испытаний были самой яркой страницей работы магистрали. 19 раз присуждались дороге переходящие Красные знамёна ГКО и НКПС.
Особенно трудным был 1942 год, когда противники захватили Северный Кавказ до Терека и отрезали дорогу от центра. Наладили доставку нефтепродуктов через Каспийское море в Красноводск и по линии Кизляр-Астрахань с переправой на левый берег Волги и далее до Саратова. Нужно было срочно направлять на уральские заводы чиатурский марганец для повышения прочности танковой брони.
Заботой начальника Закавказской дороги было и южное направление. В 1941 году для предотвращения захвата гитлеровцами иранской нефти в Иран с юга были введены английские войска, с севера — части Красной Армии. Через Закавказскую железную дорогу для контингента советских войск шли военно-снабженческие грузы: продовольствие, фураж, обмундирование и т. д. При этом Кикнадзе осуществлял руководство военно-эксплуатационными отделениями в Тегеране и Тавризе, так как через Иран стали поступать в СССР грузы по ленд-лизу.
Г. С. Кикнадзе уделял огромное внимание и работе железных дорог Северного Кавказа. В 1942 году он выполнил задание по эвакуации подвижного состава из Крыма, а также с дороги имени К. Е. Ворошилова после занятия Ростова противником. А когда началось освобождение от врага Северного Кавказа и Кубани, Закавказская железная дорога оказала помощь соседям в налаживании движения поездов.
Указом Президиума Верховного Совета СССР от 5 ноября 1943 года «за особые заслуги в деле обеспечении перевозок для фронта и народного хозяйства и выдающиеся достижения в восстановлении железнодорожного хозяйства в трудных условиях военного времени» Кикнадзе Григорий Семёнович присвоено звание Героя Социалистического Труда с вручением ордена Ленина и Золотой медали «Серп и Молот».
Заслуги генерал-директора движения 1-го ранга Г. С. Кикнадзе за годы войны были отмечены также двумя орденами Красной Звезды и орденом Кутузова 1-й степени.
После войны оставался на своем посту, продолжая руководить Закавказской магистралью. По его инициативе в послевоенные годы была произведена техническая модернизация дорог. На всех важнейших направлениях осуществлялась сплошная электрификация, внедрялась автоблокировка. В горном ущелье построена собственная гидроэлектростанция, что дало государству большие сбережения жидкого и твёрдого топлива. С 1946 года по 1954 год Г. С. Кикнадзе — депутат Верховного Совета СССР. В 1947 году избран депутатом Верховного Совета Грузинской ССР. В 1951 году Г. С. Кикнадзе был награждён третьим орденом Ленина.
Чёрная полоса в жизни Г. С. Кикнадзе началась после смерти И. В. Сталина и в связи с арестом Л. П. Берии. В августе 1954 года Кикнадзе был освобожден от руководства магистралью. Обвинения почти смехотворны: за эти годы свыкся с недостатками и «обожал подхалимаж». Он был переведен в Минтрансстрой заместителем начальника Главного транспортного управления Принимал активное участие в строительстве новых железных дорог в районах освоения целинных и залежных земель, вторых путей линии Акмолинск—Карталы. Внёс большой вклад в дело внедрения на новостройках тепловозной тяги, участвовал в открытии линии Тайшет—Лена и подготовке строительства линии Абакан—Тайшет.
В 1970 году, достигнув 73 лет, вышел на пенсию. Скончался 24 марта 1978 года после тяжёлой и продолжительной болезни. Похоронен в Тбилиси в Сабурталинском пантеоне государственных и общественных деятелей Грузинской ССР.
Награждён тремя орденами Ленина (04.04.1936, 05.11.1943, 08.07.1951), орденами Кутузова 1-й степени (29.07.1945) , Трудового Красного Знамени (23.11.1939), двумя орденами Красной Звезды (21.07.1942, 03.12.1944), медалями.